# Coracina bicolor
El oruguero bicolor (Coracina bicolor) es una especie de ave paseriforme de la familia Campephagidae. Se encuentra amenazada por pérdida de hábitat.

## Distribución y hábitat
Es endémica de Indonesia, donde se la encuentra en la isla de Célebes y las cercanas islas Togian, Muna, Buton, Sangihe y Talaud. Sus hábitats naturales son los bosques bajos húmedos subtropicales o tropicales y los manglares subtropicales o tropicales.